# روار هوف
روار هوف (بالنرويجية البوكمول: Roar Hoff)‏ هو منافس ألعاب قوى نرويجي، ولد في 21 مايو 1965.